# ジャプラ川
ジャプラ川(ジャプラがわ、ポルトガル語：Rio Japurá)もしくはカケタ川(スペイン語：Río Caquetá)は、長さ約2,820 kmの川。
プトゥマヨ川やナポ川と並んで、ネグロ川以西でアマゾン川に注ぐ三大河川の1つである。コロンビア南西部のアンデス山脈を水源とし、東に向かいブラジルに入りアマゾン川に合流する。

## 概要
コロンビアでは「カケタ川」、ブラジルでは「ジャプラ川」と呼ばれる。
ブラジルでは小舟で航行可能。
デンキウナギやピラニア、カメ、カイマンが生息する。
19世紀のブラジルの歴史家・地理家でマラホ男爵のJosé Coelho da Gama e Abreuは、ジャプラ川を970 km遡った。
同様にジュール・クレボーは、ジャプラ川は障害物や急流が多く航行しにくいと述べた。
当初は8つの河口を持つと考えられていたが、植民地行政官のFrancisco Xavier Ribeiro Sampaioが、河口が1つである事を報告した。
1864年 - 1868年にかけて、ブラジル政府はクパティの急流まで詳細な調査を行った。
マラホ男爵は、各谷の先住民が容易に交流している事から、ジャプラ川上流とヴァウペス川(ネグロ川の支流)が繋がっていると主張した。
フィリップ・グラスのアグアス・ダ・アマゾニアというアルバムの2曲目の曲名になっている。